# USS Helena (SSN-725)
Lo USS Helena (hull classification symbol SSN-725) è un sottomarino nucleare di classe Los Angeles, quarta nave della Marina degli Stati Uniti a prendere il nome dalla città di Helena, Montana.
Il contratto di costruzione venne assegnato alla divisione Electric Boat della General Dynamics Corporation di Groton (Connecticut) il 19 aprile 1982 e l'impostazione della chiglia avvenne il 28 marzo 1985. Il varo avvenne il 28 giugno 1986 sotto il patrocinio della signora Jean Busey.

## Storia
Lo USS Helena entrò in servizio l'11 luglio 1987 con il comandante Thomas W. Moore al comando.
Nel giugno del 1995 lo USS Helena lasciò Pearl Harbor per eseguire uno schieramento di sei mesi nel Pacifico occidentale.
26 febbraio 1998 l'Helena entrò nel bacino di carenaggio del cantiere navale di Portsmouth per un ciclo di modernizzazione del deposito durato 12 mesi (DMP). Il lavoro comprese la sostituzione delle pompe del refrigerante del reattore, l'installazione di sistemi sonar e di controllo antincendio completamente nuovi, oltre all'installazione della strumentazione dell'impianto del reattore basata su microprocessore.
Il 23 aprile 1999 lo USS Helena arrivò nel suo nuovo porto di base della base sottomarina navale di Point Loma a San Diego, in California, dopo un transito di quattro settimane da Kittery, nel Maine. Durante il viaggio per la California, il sottomarino fece scali a Port Canaveral, Florida, e alla base navale Roosevelt Roads, Porto Rico.
Il 26 giugno 2000 lo USS Helena partì da San Diego per eseguire uno schieramento programmato nel Pacifico occidentale. A settembre, il sottomarino classe Los Angeles partecipò all'esercitazione multinazionale Pacific Reach 2000, eseguita per formare le unità di marina sul salvataggio sottomarino. All'esercitazione parteciparono la Forza di autodifesa marittima giapponese (JMSDF), la Marina della Repubblica di Corea e la Marina della Repubblica di Singapore. L'Helena tornò a San Diego nel dicembre del 2000 dopo aver fatto scalo a Yokosuka, in Giappone; Jinhae-gu, Corea del Sud; Sasebo, Giappone; Apra Harbor, Guam; e Singapore.
Il 18 settembre 2005 lo USS Helena tornò alla base navale di Point Loma dopo un dispiegamento di sei mesi nell'AoR (aree di responsabilità) della 7ª flotta degli Stati Uniti. Durante il dispiegamento fece scali portuali ad Apra Harbour, Guam; Singapore; Sasebo e Yoksuka, in Giappone.
16 maggio 2007 il comandante dello Submarine Squadron 11, il Capitano Paul N. Jaenichen, tolse dal comando il comandante dell'Helena, William A. Schwalm, a causa di una "perdita di fiducia nella sua capacità di comandare". Il comandante. Daryl L. Caudle assunse il comando temporaneo del sottomarino.
Il 14 dicembre, lo USS Helena condusse, come parte del gruppo da battaglia dell'USS Ronald Reagan, un addestramento nell'Oceano Pacifico.
Nell'aprile del 2013 il sottomarino lasciò la base navale di Norfolk per uno schieramento programmato in Medio Oriente. Il 22 aprile, uno specialista culinario di prima classe, Randall F. Hopson, venne trovato morto a bordo dell'Helena, mentre il sottomarino stava transitando nel Mar Mediterraneo. Il 27 maggio, lo USS Helena entrò nel porto Khalifa Bin Salman (KBSP) a Hidd, Bahrein, per eseguire una manutenzione di nove giorni. Il 4 settembre, il sottomarino d'attacco di classe Los Angeles arrivò a Diego Garcia, nel territorio britannico dell'Oceano Indiano, per uno scalo di routine in porto. Il 19 settembre il sottomarino transitò nel Canale di Suez in direzione nord, scortato dal cacciatorpediniere lanciamissili statunitense USS Mason. Il 23 settembre lo USS Helena entrò nella baia di Suda, Grecia, per eseguire uno scalo in porto di cinque giorni. Il 15 ottobre il sottomarino classe Los Angeles tornò alla base navale di Norfolk dopo un dispiegamento durato sei mesi. Durante il dispiegamento l'Helena navigò per più di 50.000 miglia facendo anche scalo a Jebel Ali, negli Emirati Arabi Uniti; e Rota, in Spagna.
Nel giugno 2024 la USS Helena è stata inviata nella base navale di Guantánamo in risposta all'arrivo della flotta della marina militare russa nel Mar dei Caraibi.

## Comandanti
Lista di comandanti dell'USS Helena e relativa data di assunzione del comando:
1. Comandante Thomas Weller Moore: 11 luglio 1987;
2. Comandante George Edmund Voelker: 19 novembre 1987;
3. Comandante David Angereau Duffié: 13 agosto 1990;
4. Comandante David Harold Thieman: 17 luglio 1992;
5. Comandante William Grant Timme: 10 marzo 1995;
6. Comandante Douglas Samuel Prince: aprile 1998;
7. Comandante Timothy Creston Bertch: 29 novembre 2000;
8. Comandante Douglas Eugene Wright: 12 dicembre 2003;
9. Comandante William Alan Schwalm: 9 giugno 2006;
10. Comandante Daryl Lane Caudle: 16 maggio 2007;
11. Comandante Daniel James Brunk: novembre 2007;
12. Comandante Paul L. Dinius: 24 luglio 2009;
13. Comandante Jeffrey Edward Lamphear: 20 luglio 2012;
14. Comandante Jason C. Pittman: 15 giugno 2015;
15. Comandante Andrew Michael "Andy" Cain: 4 maggio 2018;
16. Comandante David Nichols: 26 febbraio 2021.

## Galleria d'immagini

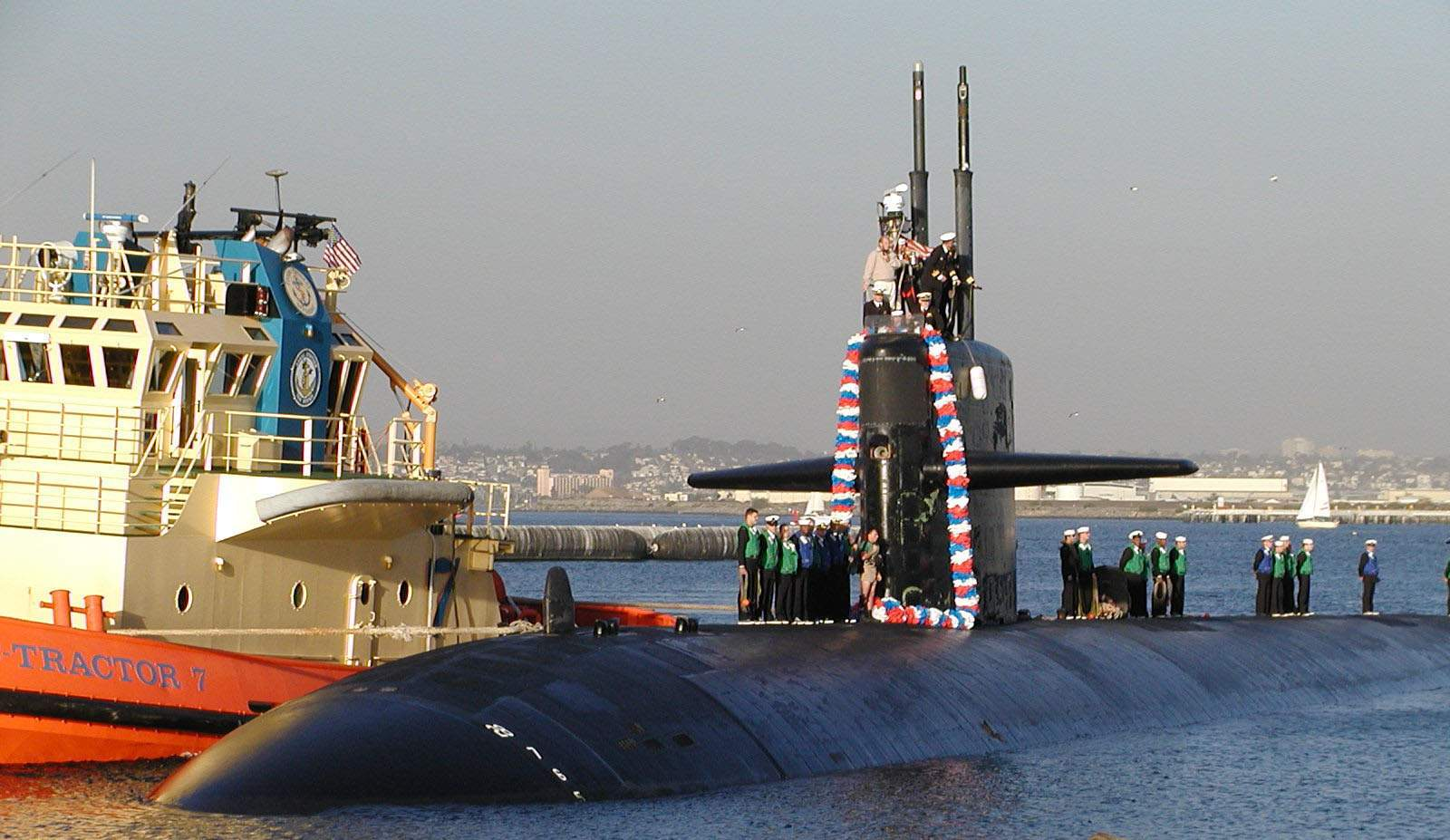
Lo USS Helena torna al suo porto di origine di San Diego dopo uno schieramento durato sei mesi nel Pacifico occidentale, 2003.
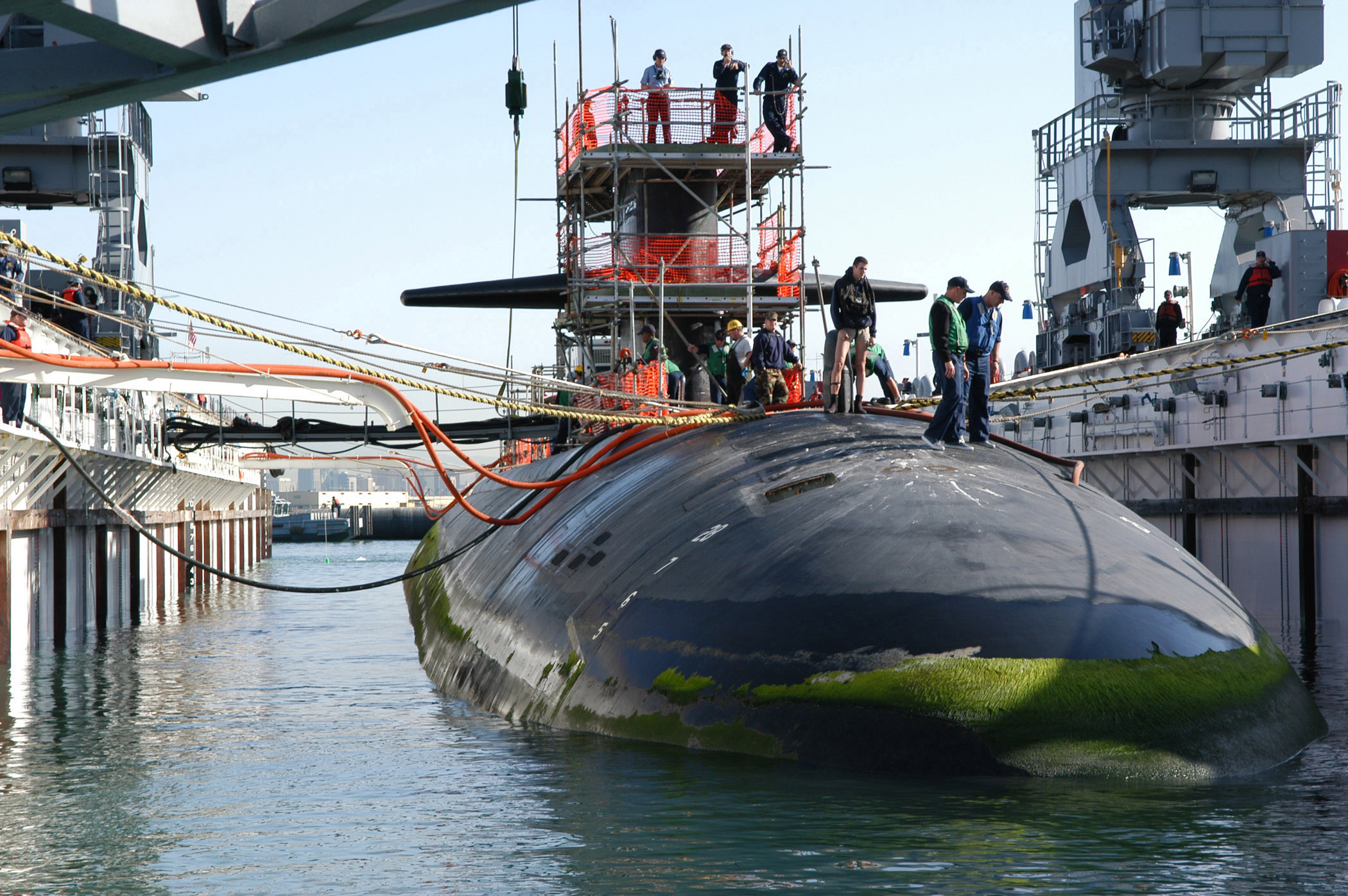
Lo USS Helena nel bacino di carenaggio della base navale di Point Loma per eseguire una manutenzione programmata, 2006.
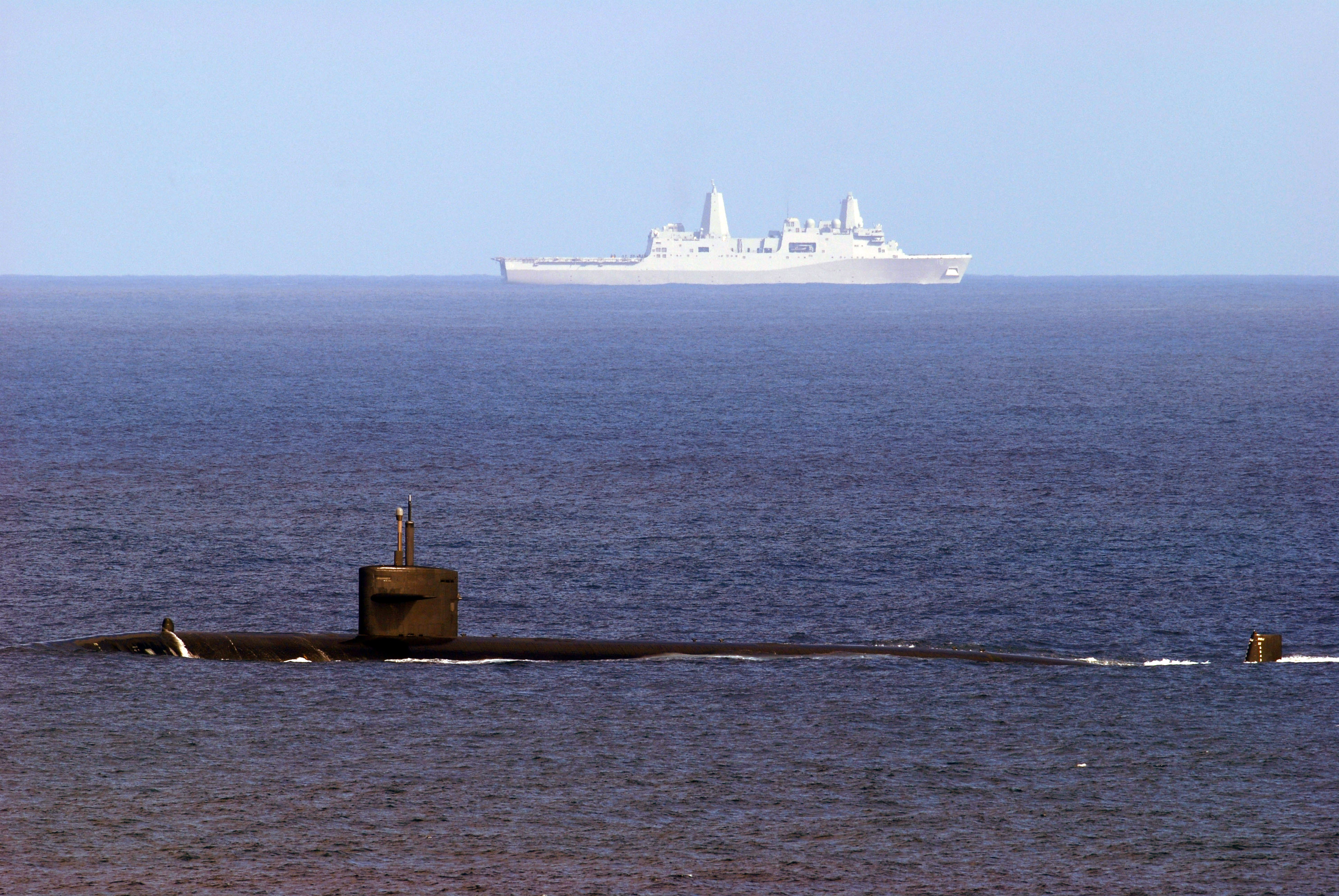
Lo USS Helena insieme alla USS New Orleans durante una esercitazione nell'Oceano Pacifico, 2007.
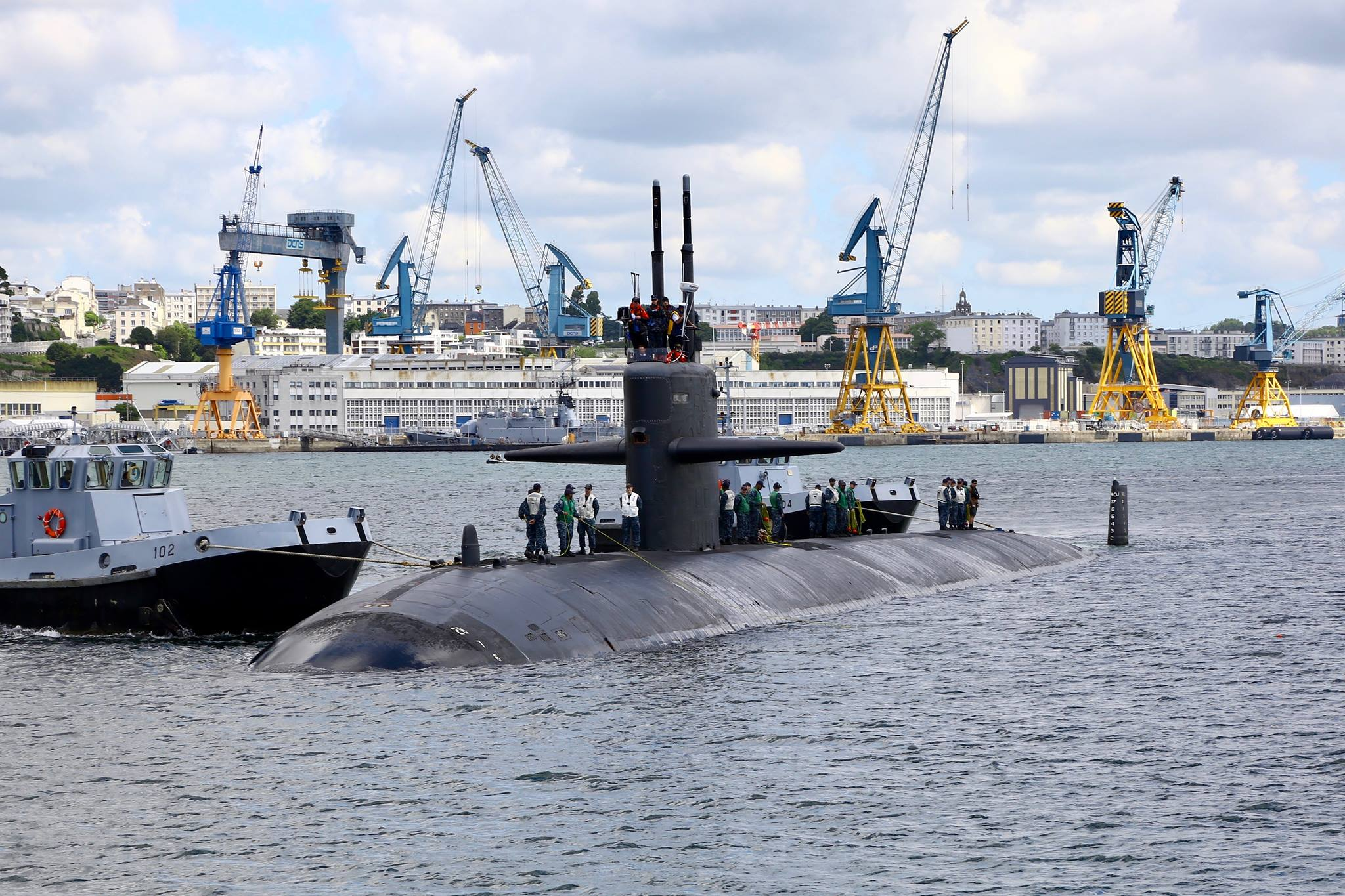
Lo USS Helena mentre entra nel porto di Brest, in Francia, per eseguire uno scalo portuale durante un dispiegamento, 2017.